# Dina Proničeva
Dina Myronivna Proničeva, anche detta Vera (in ucraino Діна Миронівна Пронічева?; Černihiv, 7 gennaio 1911 – Kiev, 1977), è stata un'attrice ucraina ebrea del teatro delle marionette di Kiev, veterana della 37ª Armata Sovietica, addestrata alle comunicazioni militari e sopravvissuta al massacro di Babij Jar del 1941, collaborò anche con le forze di occupazione tedesche.

## Biografia
Secondo la sua testimonianza riportata nel processo del 1946, nacque a Černihiv il 7 gennaio 1911, di etnia ebraica. Completò la scuola di teatro e di comunicazione militare. Nel 1941 lavorò in un teatro di marionette, in seguito si arruolò nella 37ª Armata dell'Unione Sovietica nel settore delle comunicazioni e poi trasferita come dattilografa dell'unità. Il 17 settembre 1941 le fu ordinato di rimanere dietro le linee nemiche durante la ritirata dell'esercito.

## Testimonianze multiple e contraddittorie
Una versione coerente della vita di Dina Proničeva è ostacolata dalle molteplici e contraddittorie testimonianze, sia verbali che scritte. Infatti lei stessa in Germania Ovest dichiarò di non aver mai scritto una testimonianza autografa.
Karel Berkhoff attribuisce le contraddizioni presenti nelle diverse testimonianze a diversi fattori:"La censura ufficiale, l'autocensura e l'indebita licenza artistica o editoriale hanno prodotto dei documenti che differiscono nella sostanza e soprattutto nello stile. La maggior parte dei testi non soddisfa gli standard delle interviste contemporanee"; afferma inoltre che "sembra che possa aver ceduto alle pressioni preprocessuali dell'accusa del tribunale di Kiev per le affermazioni rilasciate"; conclude quindi di utilizzare la versione della testimonianza riportata nella storiografia sovietica. In questa versione è incluso il resoconto delle sue allucinazioni avute a Babij Jar, dove vedeva persone che non erano lì presenti.
La maggior parte delle versioni della sua testimonianza sono riportate con il nome di Dina Proničeva, ma ne esiste una riportata con il nome di Dina Wasserman o Vasserman.

### Esperienza durante l'occupazione tedesca

#### Gli incendi a Kiev
Dina Proničeva testimoniò che dopo gli incendi scoppiati a Kiev il 24 e 25 settembre, "è iniziata la caccia agli ebrei. Di notte, i tedeschi passavano da un appartamento all'altro a caccia di ebrei. Io vivevo con mia suocera. Era una donna pia, le icone erano appese alle pareti e quando i tedeschi arrivavano indicava le icone per indicare che eravamo russi, e non mi davano fastidio". Dopo gli incendi, racconta che "in città girava la voce che tutti gli incendi fossero dovuti agli ebrei rimasti e che non erano stati evacuati".

#### L'arrivo a Babij Jar
Il 28 settembre 1941, l'ufficio del comandante diramò l'ordine per cui gli ebrei si radunassero il giorno seguente in via Degtiarev entro le 8:00, pena l'esecuzione. Karel Berkhoff afferma che l'ordine non era firmato. I fratelli di Dina rimasero con le forze sovietiche e partirono per il fronte mentre lei lasciò i figli con il marito. Dina vide tedeschi e ucraini che sorvegliavano insieme le barriere anticarro nei pressi del cimitero ebraico, facendo entrare le persone ma non permettendo di uscire. I tedeschi sequestrarono gli effetti personali dei suoi parenti e li separarono da lei. Vide i tedeschi maneggiare tirapugni, manganelli e bastoni e picchiare le persone al loro passaggio, compresa lei stessa.
Secondo la testimonianza, guardò le persone nude camminare verso il luogo dell'esecuzione, riconobbe sua madre che le gridò di andarsene perché lei non sembrava un'ebrea. Secondo una versione della testimonianza, era con la madre e si abbracciarono mentre la madre le diceva che era russa e doveva andarsene. Secondo un'altra testimonianza, la donna disse a un poliziotto ucraino che lei fosse ucraina e non ebrea, e che si trovava lì per errore. Il poliziotto le credette grazie al suo patronimico russo presente sulla tessera sindacale e disse:"Siediti e aspetta fino a sera. Ti lasceremo andare dopo aver sparato a tutti gli ebrei".
Secondo una diversa testimonianza scritta, la donna mostrò il suo passaporto a un ufficiale alla scrivania affermando di essere russa, ma un poliziotto capì la situazione e disse:"Non crederle, è ebrea. La conosciamo..."; così l'ufficiale tedesco le disse di farsi da parte e le ordinò di spogliarsi e di camminare lungo il precipizio. Secondo una diversa versione della testimonianza, registrata con il nome di Dina Wasserman, sul passaporto era registrata come russa. Un altro resoconto afferma che era registrata di etnia ebraica.
Nella sua testimonianza disse di aver gettato via la sua carta d'identità prima di raggiungere l'area e che le fu detto di non spogliarsi perché era tardi e i tedeschi erano stanchi. Al processo per crimini di guerra del 1946, testimoniò di aver gettato via il suo passaporto, di aver mostrato a un poliziotto la sua tessera sindacale con il libretto di lavoro che non riportavano la sua nazionalità ebraica, e di avergli riferito di essere ucraina; fu poi portata in disparte e le fu detto di non spogliarsi perché si stava facendo tardi.

#### Vedere i capelli cambiare colore
Dina testimoniò di aver visto le persone spogliate e picchiate, diventare brizzolate nel giro di pochi minuti, e di aver visto separare i bambini dalle loro madri e gettati oltre un muro di sabbia. Karel Berkhoff riporta che in molte delle varie versioni della storia di Proničeva "afferma che i capelli di alcune vittime a Babij Jar divennero bianchi (o grigi) davanti agli occhi di Dina. Sebbene tali fenomeni siano stati menzionati in molti altri casi, un così rapido sbiancamento dei capelli in situazioni estreme è impossibile".

#### Esecuzione
Proničeva testimoniò che un ufficiale tedesco riferì al gruppo in attesa che sarebbero stati tutti fucilati in modo da non avere testimoni, ma non furono spogliati. Dopo aver camminato sulla sporgenza dove le persone venivano mitragliate, si buttò dalla rupe. Un poliziotto, forse tedesco, è inciampato su di lei facendola ribaltare. Le ha poi puntato una torcia sul viso, ma non vide sangue sul suo corpo. Fu quindi presa in braccio, picchiata e gettata a terra, le furono pestati il petto e la mano sinistra, ma si finse morta e i tedeschi si allontanarono.

#### Allucinazioni vivide
Dina fu quasi sepolta sotto la sabbia della fossa comune ma riuscì ad allontanarsi e nascondersi dietro il muro delle esecuzioni insieme ad un bambino di quattordici anni di nome Motia; all'alba assistette ai tedeschi che violentavano e uccidevano le donne ebree, un bambino e una donna anziana. Iniziò quindi ad avere allucinazioni vivide, rivedendo la sua famiglia di fronte a lei in abiti bianchi. Il racconto delle sue allucinazioni non è riportato in tutte le versioni esistenti della sua testimonianza. Dopo aver avuto le allucinazioni ed essere crollata, fu svegliata dal ragazzo con cui si trovava, camminava davanti a lei, e in quel frangente fu fucilato dai tedeschi. In un'altra testimonianza scritta, resa sotto il nome di Dina Wasserman, la donna afferma che il ragazzo le disse di avere undici anni e di chiamarsi Fima Schneidermann.

#### Collaborazione nell'occupazione nazista
Nella testimonianza ufficiale afferma che dopo aver lasciato il burrone trovò un cottage, dove fu condotto un ufficiale tedesco, dicendogli che era un'ebrea. In seguito svolse dei lavori domestici per diversi ufficiali tedeschi finché non fu trasportata con i prigionieri di guerra, dal quale fuggì con un'altra prigioniera di nome Liuba. La residenza in cui si trasferirono fu poi perquisita dalla polizia, ma si nascose e non fu scoperta. Dopo qualche tempo i tedeschi li scoprirono, ma fu salvata da un soldato tedesco sostenendo che lavorava per lui e la fece trasferire in una ex caserma dell'esercito dove continuò a lavorare per i tedeschi. Dina testimonia che in seguito fu tradita, ma ai poliziotti e alla Gestapo che vennero a cercarla fu detto che era malata di cuore e che forse non era un'ebrea, dato che i suoi documenti erano in regola.

#### Ricovero e detenzione
Dina testimonia che fu il 23 febbraio 1942 la Gestapo cercò di catturarla, ma lei si nascose in soffitta e non la trovarono, poi scappò nella foresta. Arrivata sul ponte di Darnytsia non dovette esibire un lasciapassare, perché usò una lettera in cui diceva di doversi recare in ospedale. Alloggiò presso diverse persone, dormendo in soffitte, cantine, gabinetti e ruderi, finché non fu trovata per strada e portata in ospedale. Dopo aver lasciato l'ospedale si recò a Shuliavka, dove fu identificata e poi detenuta nella prigione di Luk'janivsjka per ventotto giorni.

#### Il lavoro nel teatro
Al processo, testimoniò che nella prigione di Luk'janivsjka un poliziotto di nome Mitia la liberò, si rivelò essere un partigiano e la lasciò vicino all'ospedale di Kalinin. Poi partì verso Bila Cerkva, dove alloggiò presso un conoscente del marito che la credeva russa. Tentò poi di lavorare come traduttrice di tedesco a Rokytne, ma fu perseguitata perché ebrea e costretta ad andarsene.
Trovò lavoro in teatro e, nell'estate del 1943, con la compagnia del Teatro Shevchenko, arrivarono a Ruzhyn, dove 38 ebrei vivevano nel ghetto e lavoravano come sarti. Dina si prese cura di loro in segreto, assistette alle esecuzioni di tutti meno tre persone. Continuò a lavorare nel teatro fino all'arrivo dell'Armata Rossa, il 28 dicembre 1943.

#### Possibile fuga dal gaswagen
Secondo il nipote Mikhail, dopo la fuga da Babij Jar, Dina cercò di andare a trovare i figli alloggiati dalla suocera, «un addetto alle pulizie dell'isolato chiamò la polizia, che prese in ostaggio suo figlio Vlodya, minacciando di ucciderlo se Dina non si fosse consegnata. Quando la polizia chiamò il cosiddetto "distruttore di anime" (furgone gaswagen) un vicino amichevole corruppe un poliziotto per lasciare andare Vlodya».

## Processo per crimini di guerra
Fu una delle pochissime sopravvissute al massacro di Babij Jar e fu l'unica sopravvissuta a testimoniare nel processo per crimini di guerra del 24 gennaio 1946 tenuto a Kiev. Sulla base di una delle 12 versioni della sua testimonianza e di altre prove al processo supervisionato dallo NKVD, dei 15 prigionieri di guerra tedeschi accusati furono giustiziati in 12, tra cui Paul Scheer.
In seguito raccontò la sua orribile storia allo scrittore Anatoly Kuznetsov, che la riportò nel suo romanzo Babi Yar: A Document in the Form of a Novel, pubblicato censurato nel 1966 e solo successivamente in forma integrale.

## Nel dopoguerra
Dopo la guerra Dina tornò a Babij Jar ogni anno, in occasione del 25º anniversario del massacro sembra che si sia rivolta alla folla. Nel 1967, durante i preparativi per il processo ai membri del Sonderkommando 4A, i funzionari della città di Darmstadt avrebbero chiesto alla Procura di Kiev di interrogare Dina Proničeva: il risultato di questa deposizione fu un breve rapporto in russo, che includeva le domande poste alla donna, datato 9 febbraio 1967. Questa versione afferma erroneamente che si basa sulla testimonianza resa in un processo per crimini di guerra nel 1945 e non nel 1946.

## Nella cultura di massa
La storia di Dina Proničeva è citata nel romanzo The White Hotel (1981) di D. M. Thomas. Il libro di memorie di Thomas del 1988, Memories and Hallucinations, parla dell'uso della storia di Proničeva.